# Svatá Cecilie
Svatá Cecilie (cca 200? Řím – 22. listopadu 230? Řím) byla římská mučednice a svatá katolické i pravoslavné církve, patronka duchovní hudby, muzikantů (varhaníků), zpěváků, básníků, řemeslníků zhotovujících hudební nástroje a slepců. Atributy: růže, hudební nástroje (varhany, housle).

## Legenda
Podle legendy pocházela ze starého římského rodu Ceciliů. Již v mládí se stala horlivou křesťankou. Nosila sice šaty odpovídající vznešenému stavu, ale pod ně si oblékala žíněnou košili. Nepotrpěla si na zábavy, ale učila se hudbě a zpěvu, aby takto mohla chválit Boha. Zavázala se slibem věčného panenství.
O její ruku požádal Valerianus, pohanský mladík s nejlepší pověstí. Cecilie prosila anděly o přímluvu, aby si uchovala panenství i přesto, že vstoupí do stavu manželského. Po svatbě oznámila manželovi, že jejím vyvoleným chotěm je Ježíš Kristus a ten jí dal za strážce anděla, který střeží její tělo. Pokud by snad chtěl její panenství porušit, bude andělem zahuben. Valerius byl pohan a nechtěl Cecilii uvěřit, když žádného anděla neviděl. Cecilie mu vysvětlila, že i on anděla uvidí, když uvěří v Boha, Ježíše Krista a dá se pokřtít. Poslala ho za svatým kmetem Urbanem. Stařec ho skutečně získal pro křesťanskou víru. Jakmile se Valeriánus vrátil domů nalezl Cecilii pohrouženou v modlitbě a vedle ní zářícího anděla se dvěma kyticemi růží a lilií. Anděl pravil: „Přináším tyto květy z ráje nebeského. Květy nepozbudou krásy ani vůně, budete-li je chovati s čistým srdcem a neposkvrněným tělem.“
Podobně s pomocí svatého Urbana získali pro křesťanskou víru i Valeriánova bratra Tiburcia. Všichni pak zahynuli mučednickou smrtí při pronásledování křesťanů. Oba bratři byli jako šlechtici sťati mečem. Svým odhodláním a pevnou vírou zapůsobili na velitele stráže Maxima. On také přijal víru a byl utlučen kyjem. Cecilie ještě stačila veškerý svůj majetek uchránit před konfiskací tím, že ho všechen rozdala chudým. Podle rozsudku měla podstoupit trest smrti ve vlastní lázni udušena vedrem a horkou parou. Když však zůstala i ve žhavé komoře živa, dali ji také stíti. Kat jí zasadil tři rány mečem do šíje a domníval se, že je mrtva. Cecilie však ještě tři dny žila.
Podle legendy byla Cecilie umučena v roce 230 za panování císaře Alexandra Severa, ale podle novějšího bádání se tak muselo stát ještě za panování císaře Marka Aurelia, tedy kolem roku 170.
Papež Urban I. dal pochovat její tělo v Kallixtových katakombách (catacombe di S. Callisto) v Římě hned vedle hrobů biskupů. Dům mučednice posvětil jako kostel a o sto let později zde vyrostl skutečný chrám. Když v roce 822 byly v katakombách ostatky světice znovu nalezeny, nechal je papež Paschal I. přenést do kostela sv. Cecílie a tam pochovat. Při otevření rakve roku 1595 bylo prý její tělo nalezeno tak, jak bylo kdysi pohřbeno. Tento výjev vtesal sochař Stefano Maderna do nádherné mramorové skulptury umístěné v chrámu sv. Cecilie v Trastevere (Itálie). Cecíliiny ostatky jsou kromě Říma uchovávány také v Hildesheimu a v Albi.

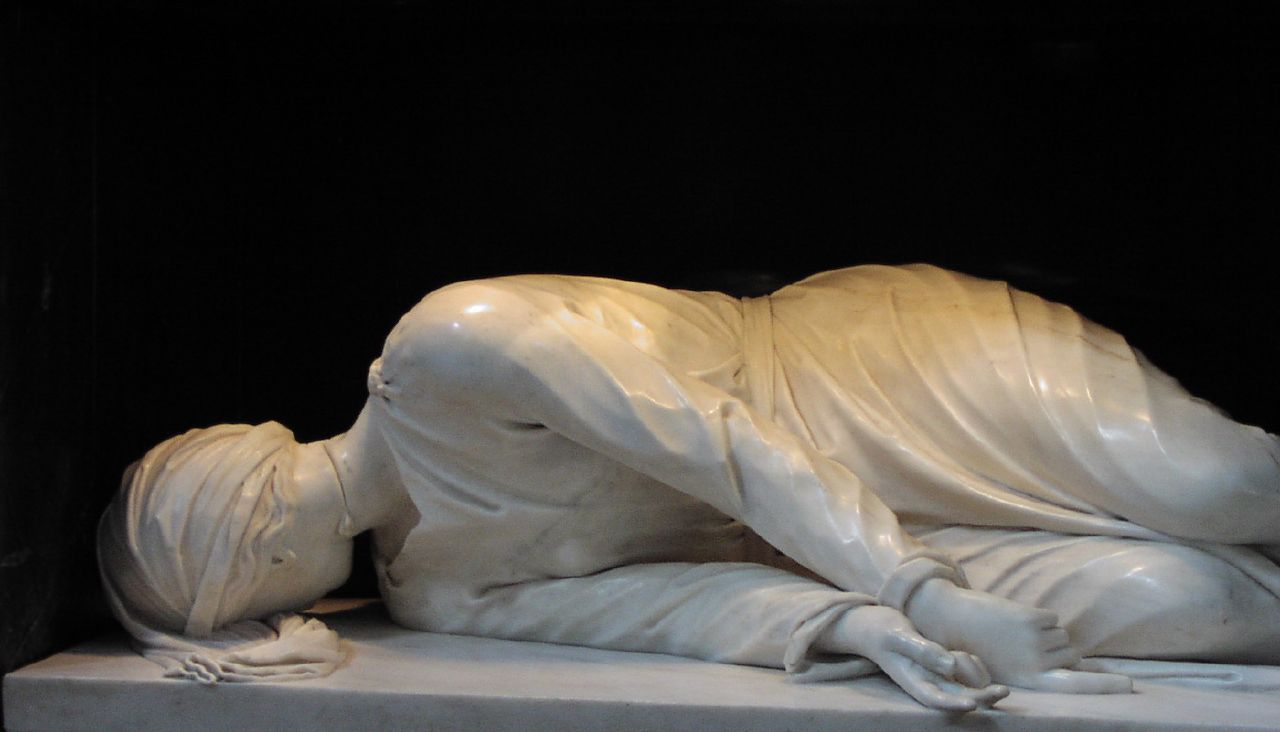
Stefano Maderna (1575-1636) Svatá Cecilie

## Ohlas v umění
Legenda o svaté Cecilii hudbou velebící Boha, se stala inspirací pro řadu umělců od starověku do dnešní doby.
Je připomínána na obrazech Raffaela Santiho, Petra Paula Rubense, Guida Reniho, povídkách a básních G. Chaucera a Johna Drydena, hudbě G. F. Händela, Henry Purcella, Alessandra Scarlattiho, či skladateli současnosti Benjamina Brittena či Jiřího Stivína.

## Svátky
Cecílie patří dodnes ke zvláště oblíbeným světicím. Jméno Cecílie bylo v dřívějších dobách jedním z nejčastějších dívčích jmen. Sv. Cecilie je patronkou hudby a slepců, má svátek 22. listopadu.
Svátek svatých Valeriana a Tiburcia je 14. dubna. (českou obdobou jména Tiburcius je Ctibor.) Jinou svatou téhož jména je sv. Cecilie, abatyše Lotrinská, která zemřela roku 670. Podle církevního kalendáře má svátek 12. srpna.